# Pałac w Jerzmanowej
Pałac w Jerzmanowej – wybudowany w drugiej połowie XVI w Jerzmanowej.

## Położenie
Pałac położony jest w Jerzmanowej – wsi w województwie dolnośląskim, w powiecie głogowskim, w gminie wiejskiej Jerzmanowa.

## Historia
W 1465 roku wieś Jerzmanowa w województwie dolnośląskim, w powiecie głogowskim, należała do Bernarda i Jana von Loss. Z końcem XVI wieku wieś przeszła pod panowanie rodziny von Mutschelnitz. W tym okresie pojawiły się pierwsze zabudowy siedziby rycerskiej. Natomiast najstarsza faza wzniesienia zespołu dworskiego pochodzi z drugiej połowy XVI wieku. Z inicjatywy von Lossów wzniesiono renesansowy dwór. W latach 1730–1746 dokonano przebudowy pałacu, nadając mu charakter barokowy. Z tego okresu zachował się do dziś portyk z ozdobnym balkonikiem w główniej fasadzie budynku. W 1746 roku siedzibę w Jerzmanowej posiadł Baron Henryk Sack. Przyczynił się on do niezwykle bogatego wyposażenia obiektu. W tym okresie powstały wysokiej klasy stiuki oraz założono bogato zdobioną klatkę schodową z czarnego dębu. Następną przebudowę pałacu dokonano w XIX wieku. Powiększono budynek o boczne ryzality i nadano mu wygląd neoklasyczny.
Do pałacu prowadzi droga wjazdowa, po bokach której zgrupowane zostały budynki gospodarcze. Pod koniec XVIII wieku została ona obsadzona lipową aleją. Od południa do elewacji tylnej pałacu przylega plantowany teren, na którym pierwotnie założony był ogród ozdobny o planie prostokąta. Cieszył się on wielką sławą i jeszcze w 1845 roku był często odwiedzany.
W XVIII wieku, na wschód od elewacji bocznej pałacu utworzono oś wodną, którą wyznaczał prosty szeroki kanał.
Pałac wkomponowano w tzw. konfigurację otaczającego wzgórza i nadano mu odpowiednie walory estetyczne. Założono stawy w parku i zasadzono drzewa wzdłuż alejek, m.in. lipy, klony, graby, wierzby i dęby.
Pałac w Jerzmanowej jest dwukondygnacyjną budowlą z poddaszem, założoną na planie litery „C” z ryzalitem na osi elewacji północnej. Pokryty jest dachem mansardowym z lukarnami. Wewnątrz zachował się układ dwutraktowy z sienią przelotową.
Na sklepieniach, w dwóch salach pałacu znajdują się platformy stiukowe o niezwykłej tematyce dworskiej, opartej na scenach z Metamorfoz Owidiusza. Platformy wykonane są w formie płaskorzeźb. Jedna z nich przedstawia Aurorę porywającą  Kefalosa podczas polowania, wzorowaną na malowidle autorstwa Agostino Carracci znajdującym się w Palazzo Farnese w Rzymie. Na malowidle brata Agostino, Annibale Carracci znajdującym się w tym samym pałacu, wzorowana jest płaskorzeźba w drugim pomieszczeniu przedstawiająca Perseusza z odciętą głową Meduzy, ratującego przykutą do skały, przeznaczoną na pożarcie Andromedę.
Pałac położony jest w północno-wschodniej części wsi. Ograniczony jest od północy i zachodu zabudową wiejską, a od południa i wschodu gruntami ornymi. Od października 2015 r. pałac jest własnością Gminy Jerzmanowa.

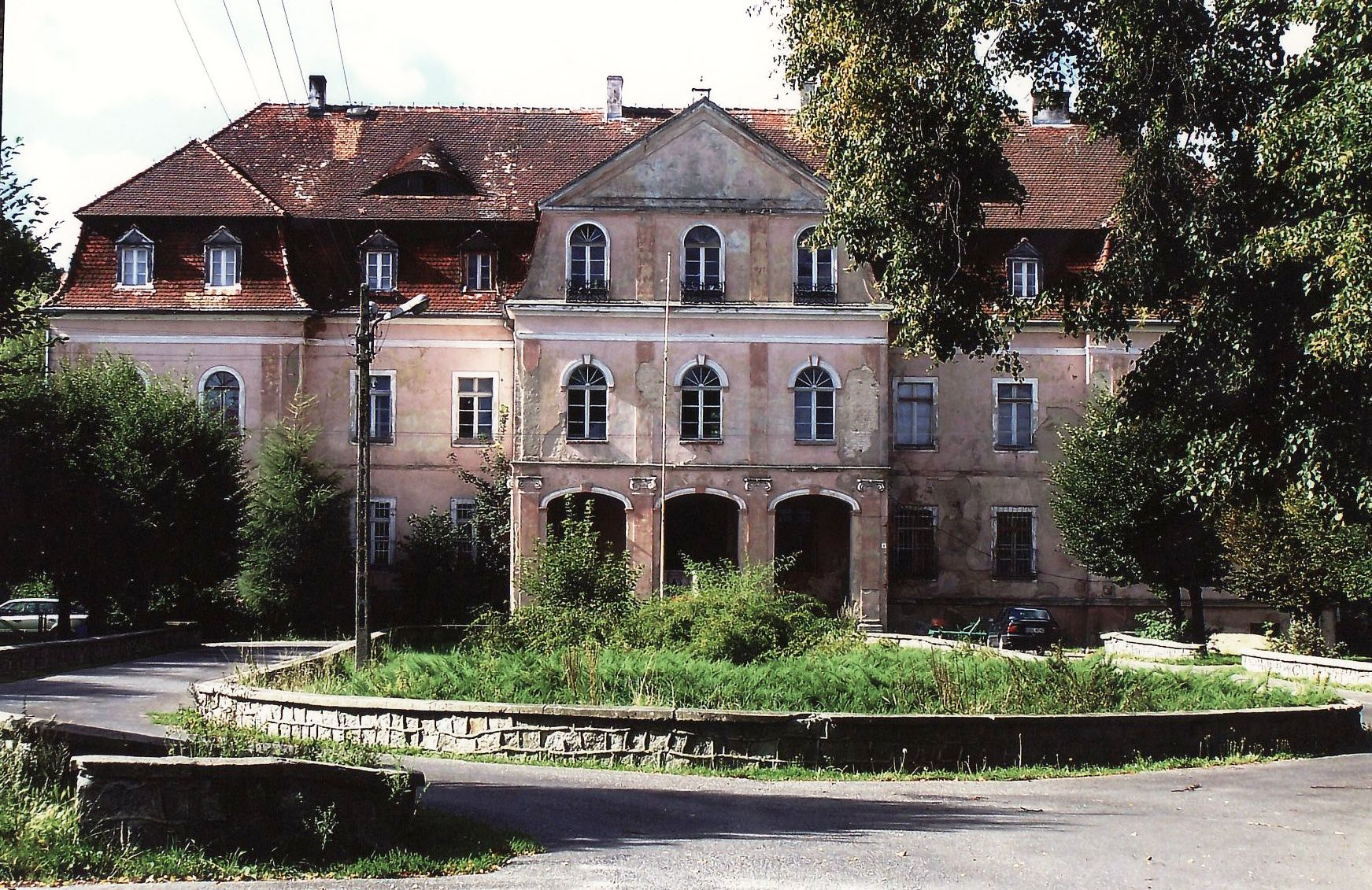
Pałac w Jerzmanowej, widok od frontu
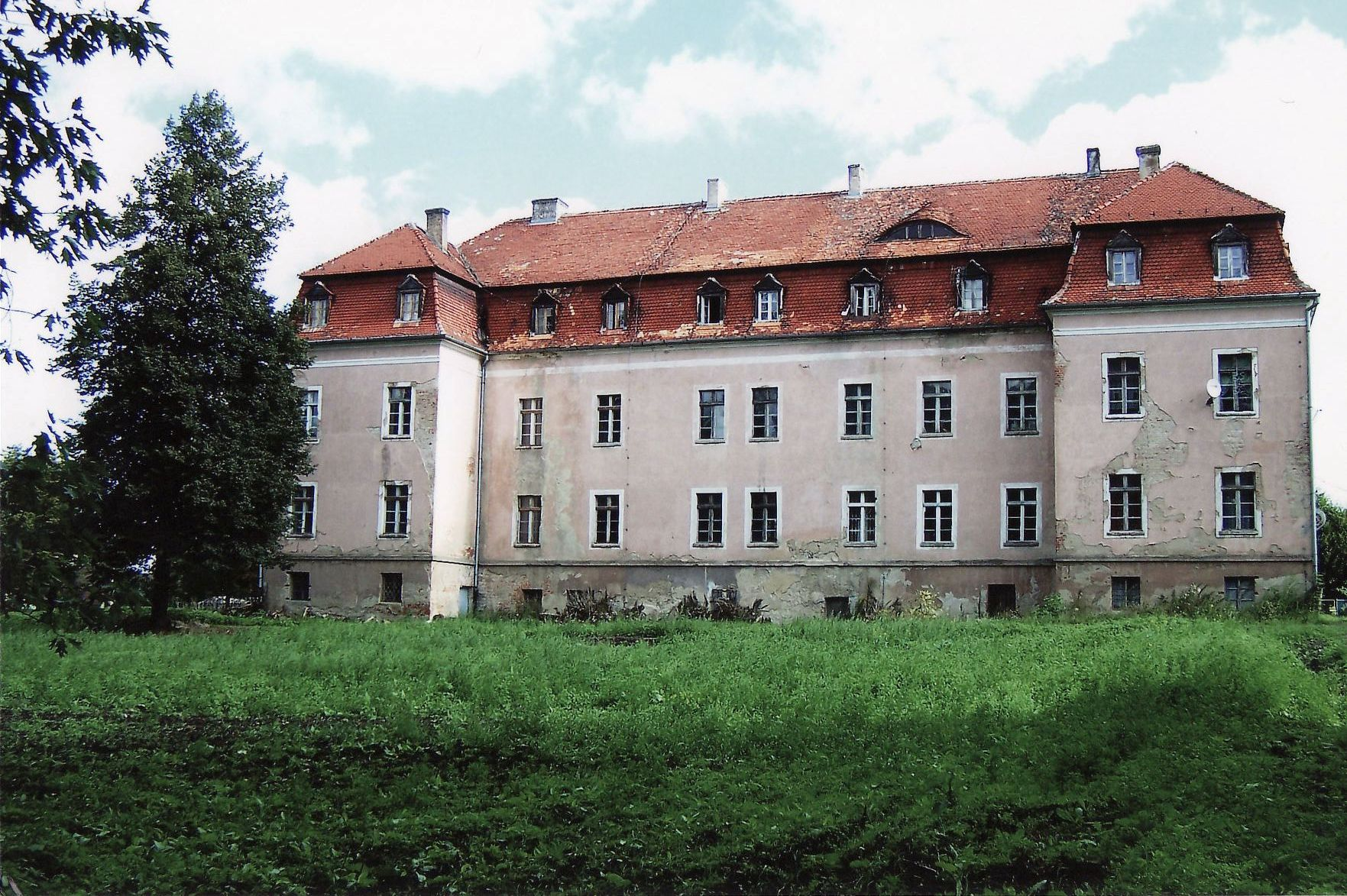
Pałac w Jerzmanowej, widok od strony parku
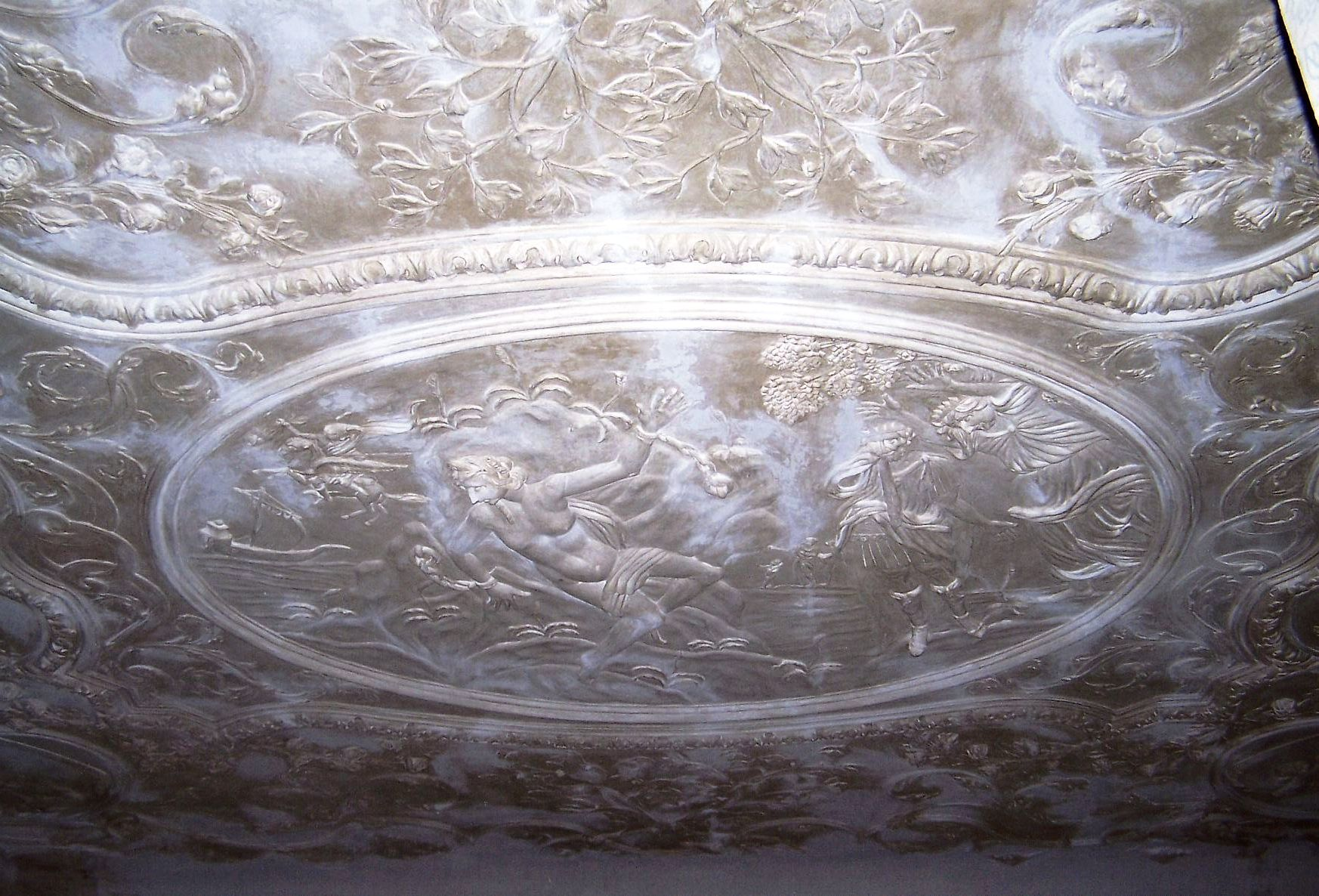
Platforma stiukowa – Perseusz uwalnia Andromedę
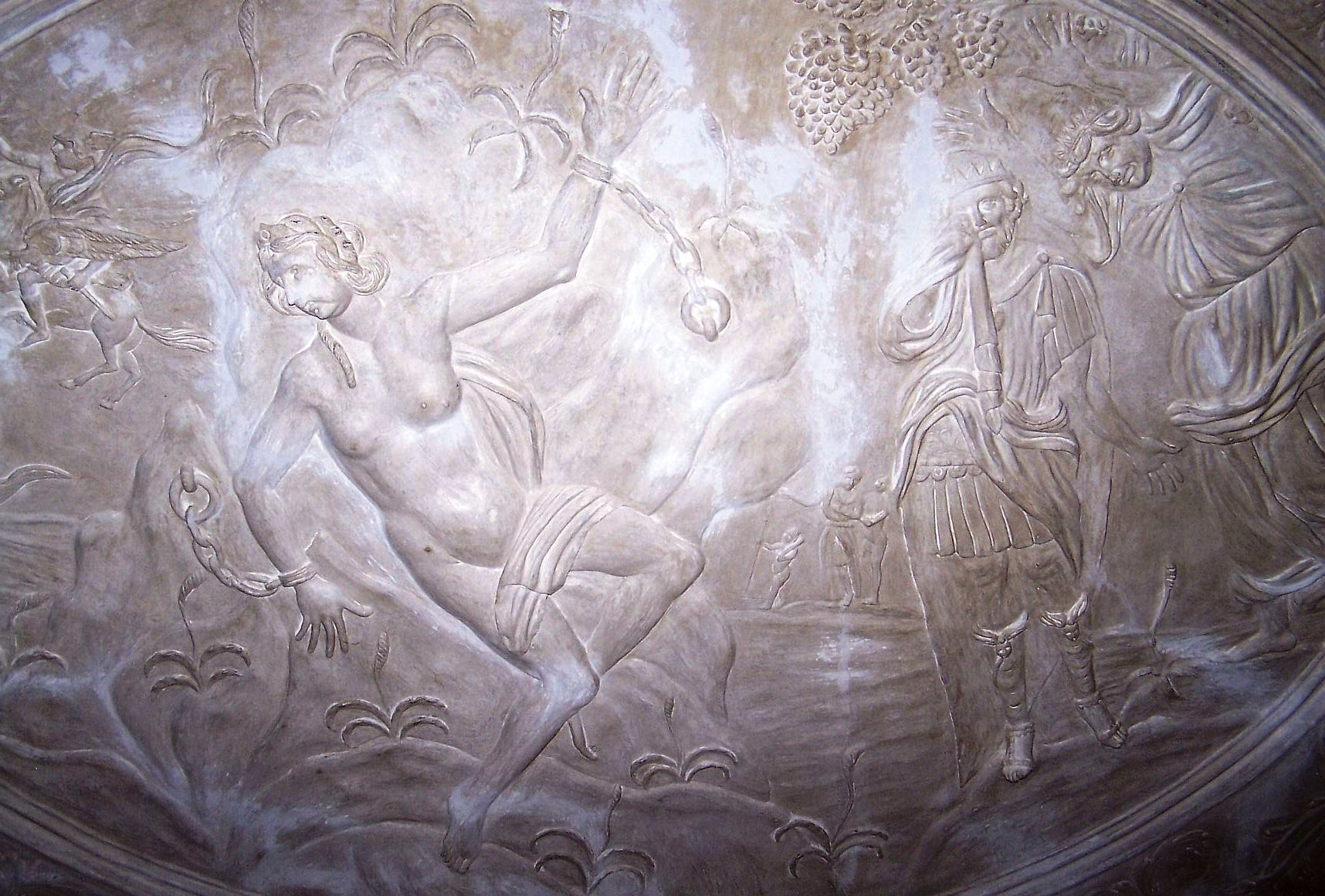
Platforma stiukowa – Perseusz uwalnia Andromedę
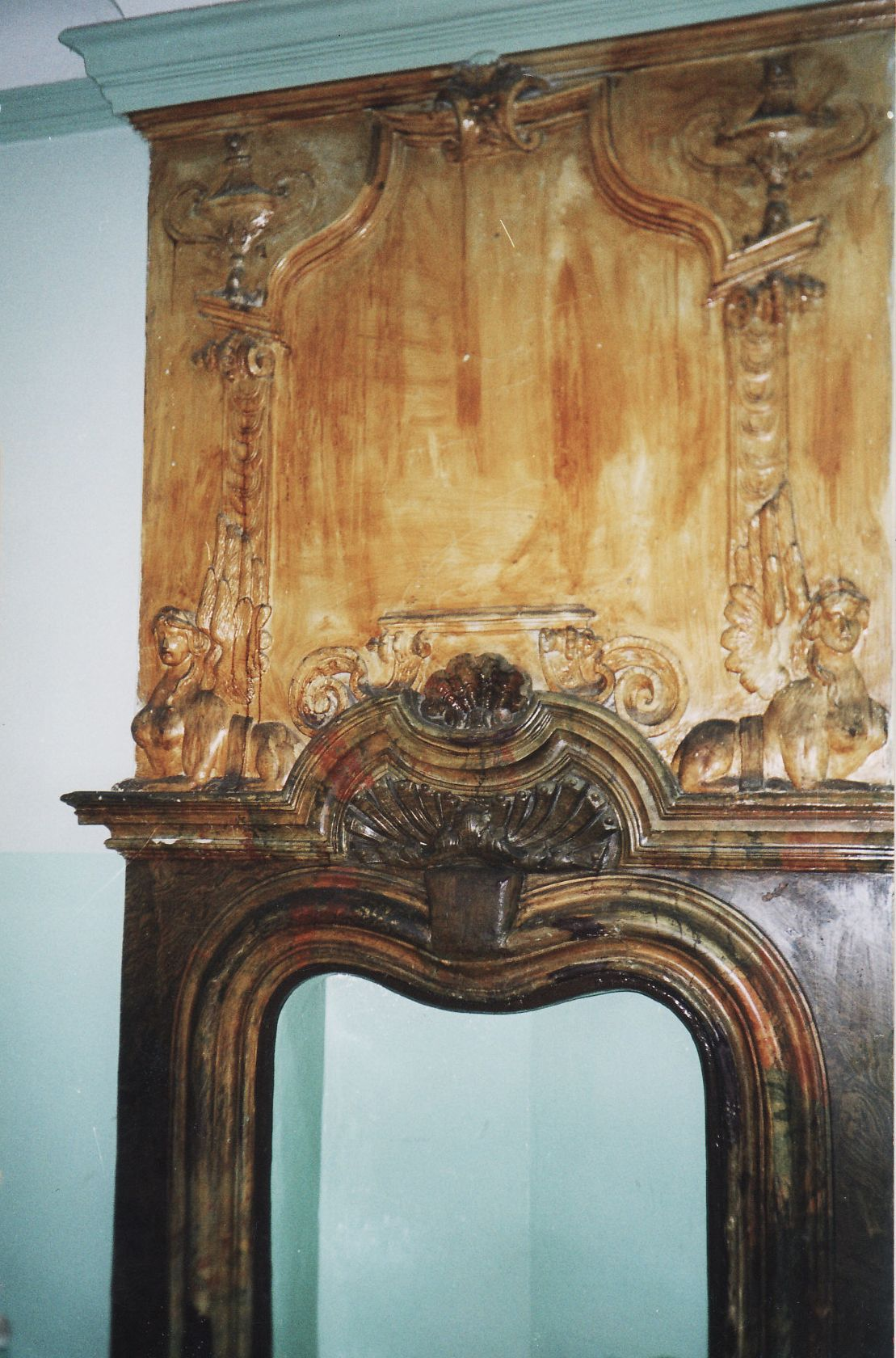
Kominek w jednym z pomieszczeń pałacu
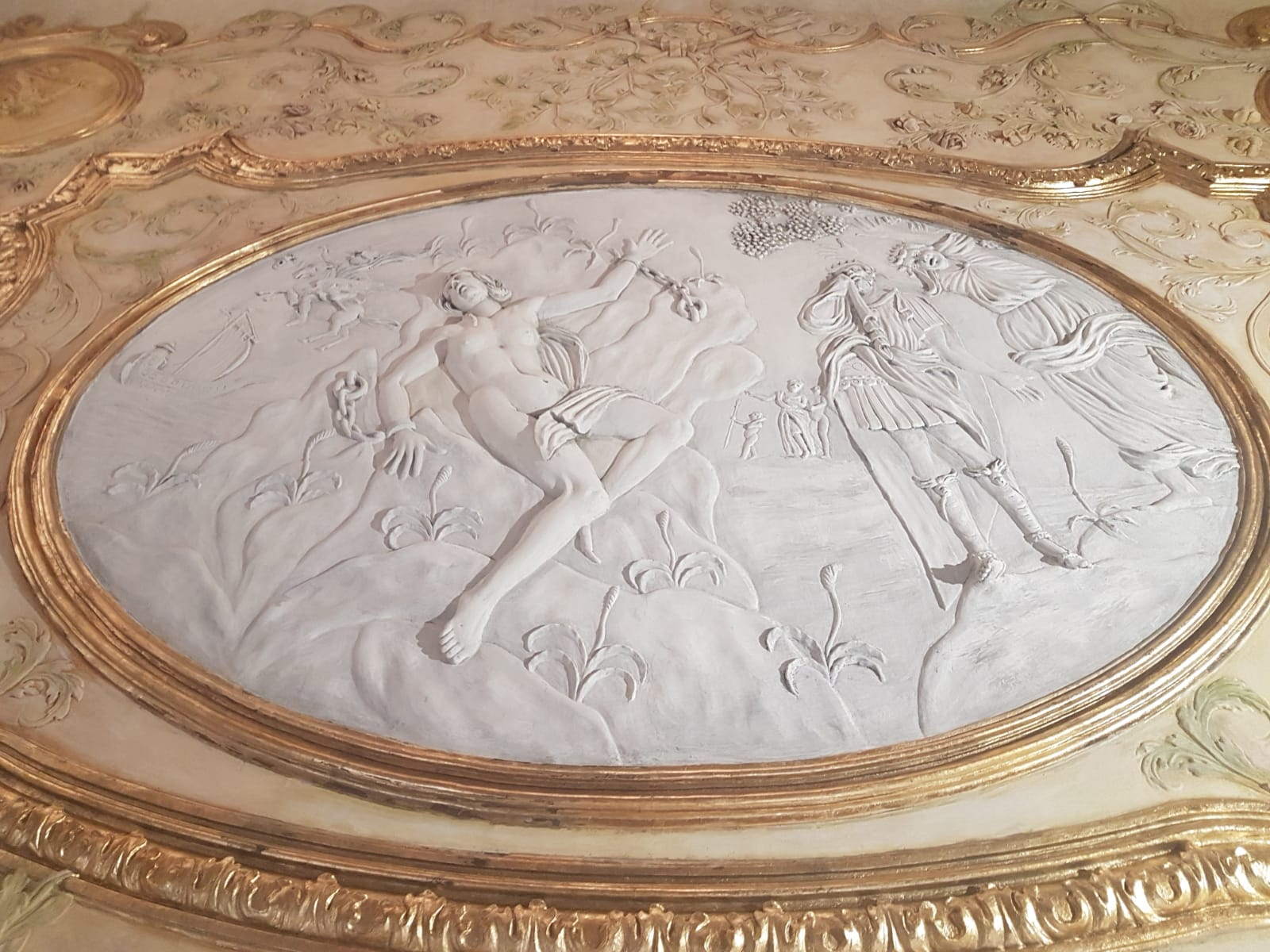
Perseusz ratujący Andromedę.
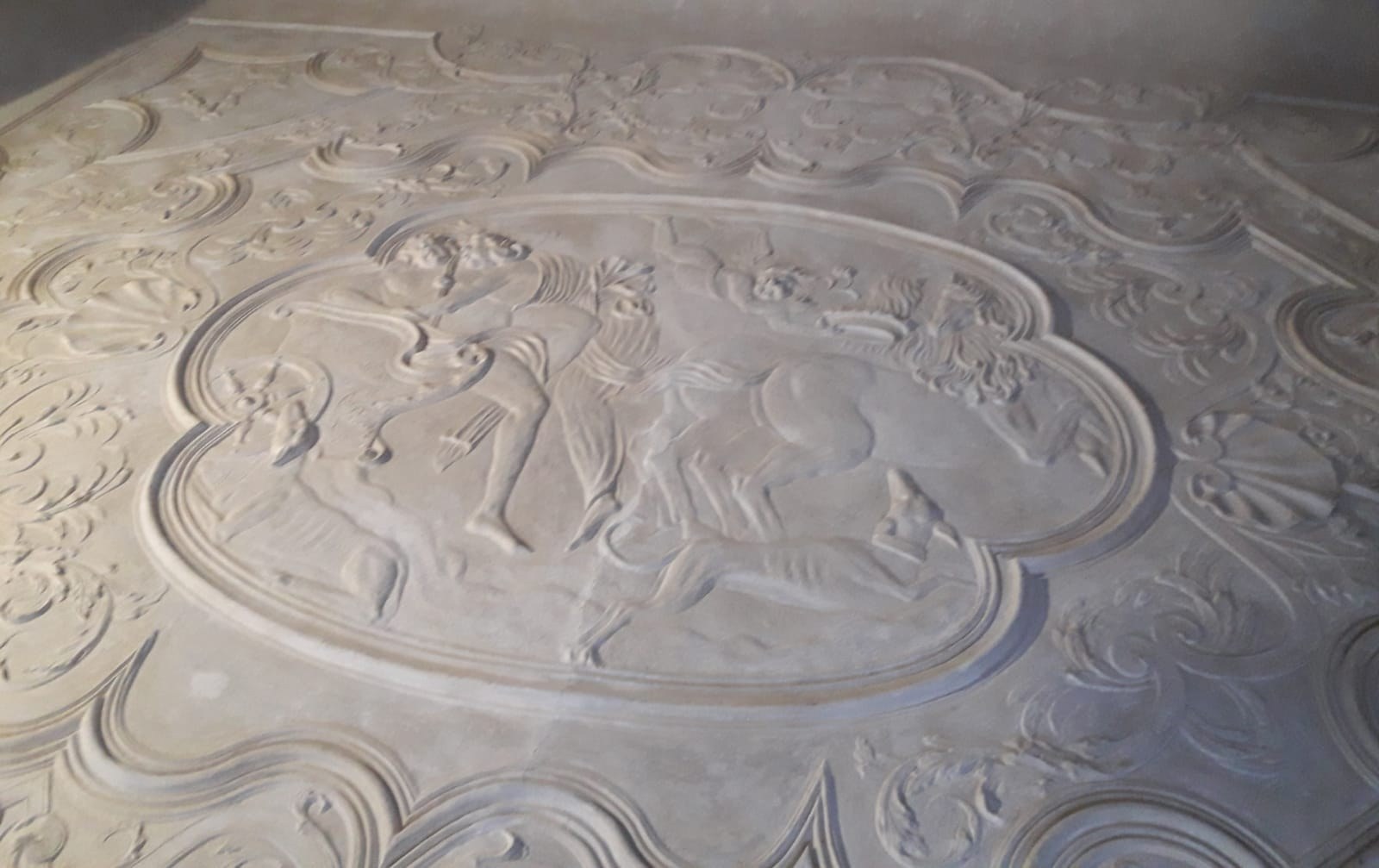
Aurora porywająca Kefalosa.